# Nová vídeňská scéna

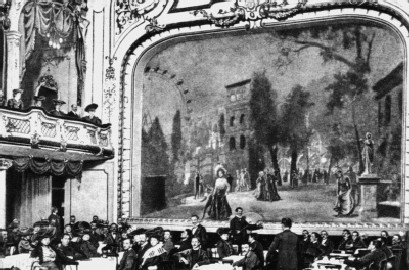
Interiér divadla na přelomu 19. a 20. století

Nová vídeňská scéna (Neue Wiener Bühne) bylo činoherní divadlo v IX. vídeňském okresu (Alsergrund). 

## Historie
Budovu ve stylu historismu postavil v letech 1864 – 1865 mladý architekt Otto Wagner pro baronku Pasqualati v ulici Wasagasse (přímo proti vyústění ulice Harmoniegasse). Divadlo bylo otevřeno v roce 1866 pod názvem Harmonietheater a hrály se zde především hry se zpěvy a operety. Sál měl přes 900 sedadel, 20 lóží a 450 míst k stání. Hned v prvním období zde pod pseudonymem Ludwig Gruber vystupoval jako herec rakouský dramatik a spisovatel Ludwig Anzengruber. Jako první dirigent zde působil skladatel Carl Ferdinand Konradin, později ho vystřídal Karl (Carl) Joseph Millöcker, jehož opereta Diana zde měla roku 1867 premiéru. Roku 1868 bylo divadlo přeměněno na varieté a dostalo název Orpheum. Od roku 1872 zažívalo varieté pod pozměněným názvem Danzers Orpheum období největší slávy, kdy je návštěvou poctily i pomazané hlavy (např. princ waleský nebo srbský král Milan I. Obrenović). Pravidelně se zde konal slavný Fiakerball za účasti významných vídeňských šlechtických rodů. Asi poslední významnější událostí tohoto období byla premiéra operety vídeňského skladatele Lea Aschera Die Grüne Redoute v březnu 1908.

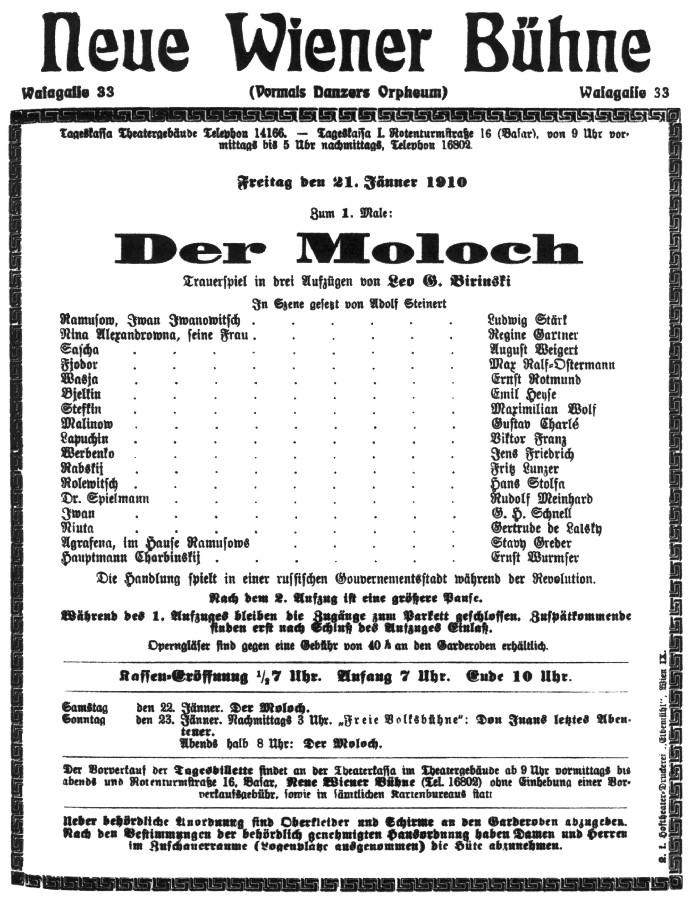
Cedule ke světové premiéře Molocha (21. ledna 1910)
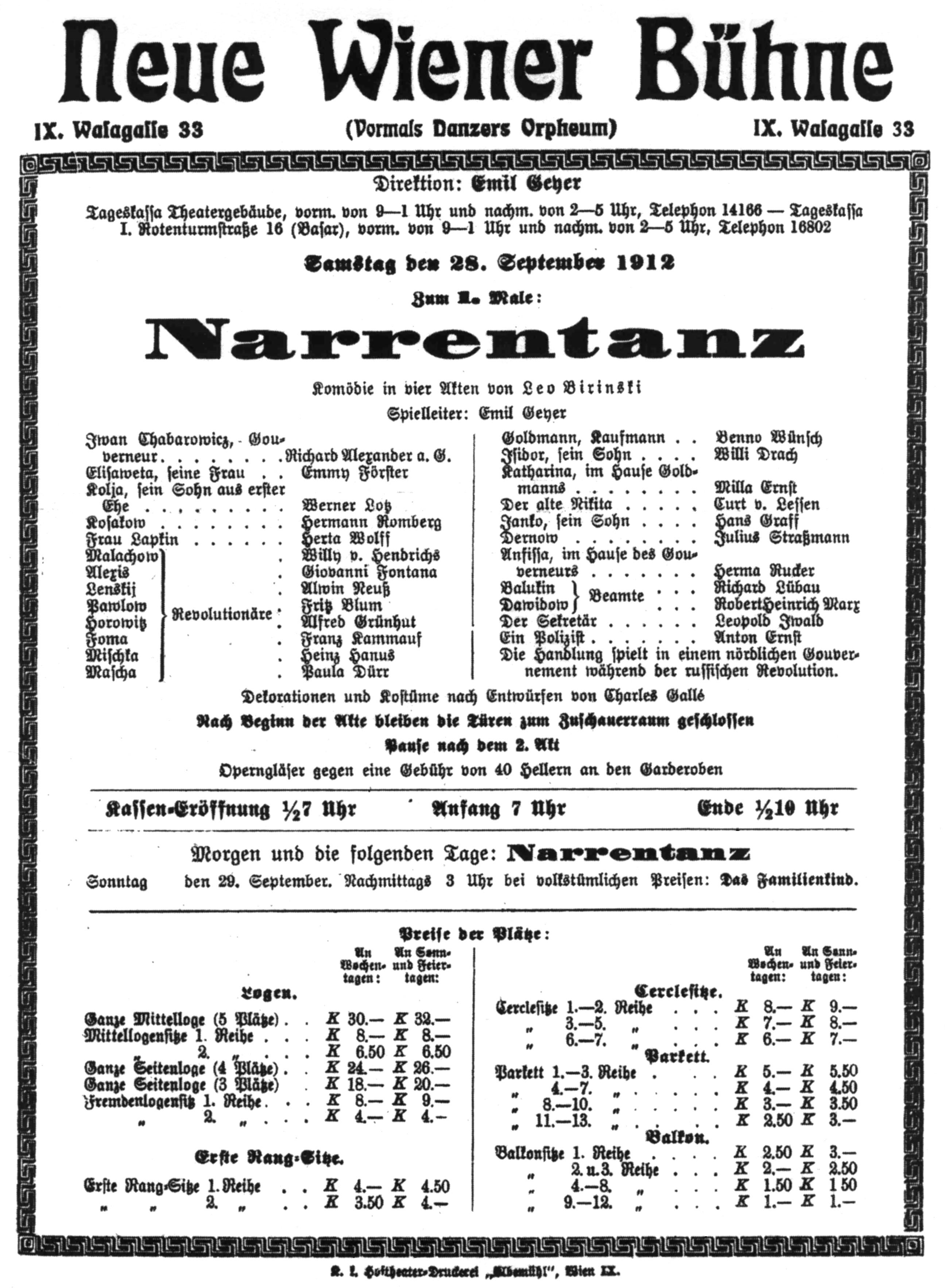
Cedule k premiéře Mumraje (28. září 1912)

Roku 1908 bylo divadlo přejmenováno na Neue Wiener Bühne a začaly se zde hrát činohry. Režisér Adolf Steinert zde ve světové premiéře uvedl tragédii Der Moloch židovského dramatika Lea Birinského. Divadlo se začalo profilovat jako moderní literární scéna s ambicí uvádět hodnotný repertoár. V letech 1912 – 1922 zde jako ředitel působil Emil Geyer, který toto směřování dále rozvinul snahou o inscenování expresionistických dramat. Hned v září 1912 se divadlo podílelo na mnohočetné současné premiéře Birinského úspěšné komedie Mumraj. Po odchodu ředitele Geyera začala umělecká úroveň divadla klesat a postupně se z něj opět stala zábavní scéna. Roku 1928 muselo být divadlo kvůli špatnému technickému stavu uzavřeno, roku 1934 byl sál stržen a z celého domu se zachovala jen fasáda. V současné době slouží budova ve Wasagasse 33 jako obytný dům a někdejší existenci divadelního sálu naznačuje jen neobvykle členěné průčelí.